# Nsa'a
Les Nsa'a encore appelés Bassa ba Douala sont une des cinq grandes familles du peuple Bassa vivant au Cameroun. Ils sont localisés dans la ville de Douala, département du Wouri, région du Littoral.

## Histoire
L’histoire du peuple Nsa'a est diversement relatée. Selon l'association Nsa'a du Wouri, 8000 ans avant Jésus-Christ, la désertification du Sahara est à l'origine des migrations africaines qui sépare les pays du Maghreb de ceux de l’Afrique Noire. Les peuples Bantous, partis de la vallée du Nil après la naissance de Jésus-Christ, se rendirent dans les différentes régions d’Afrique subsaharienne. Le groupe Bantou aurait également en prophétie de rencontrer une grotte sacrée et un autre grand fleuve semblable au Nil. Dans cette mythologie orale, Hilolombi se trouva dans la grotte appelée du Ngog Lituba. Cet ancêtre aurait engendré trois fils (Nsog Gass, Mbimb et Bassikol) qui donnèrent naissance au groupe ethnique des Bassa, Mpoo et Bati.  

### Arrivée et cohabitation de Duala
Ce nouveau venu  serait parti à Piti où Duala et son frère Bojongo restèrent en vivant de la pêche. La famine les aurait conduit sur l’estuaire du Nleb Uhuri. Vers 1578, ils allèrent pêcher nettement plus loin et virent flotter les produits vivriers. Ils suivirent la provenance de ces produits jusqu'aux champs et cases autour du fleuve. Ces pêcheurs entrèrent en contact avec ce peuple d'agriculteurs et s'installa le troc des produits agricoles et de pêche entre les deux peuples. Grâce aux bonnes relations commerciales, Duala et Bojongo s'installèrent sur une partie des rives du fleuve.

### Conflit de Duala et Bojongo puis recul des Bassa
La cohabitation de Duala et Bonjongo fut pénible et Bojongo traversa le fleuve pour s’installer sur l’autre rive appelée actuellement Bojongo. Les enfants de Duala devenant nombreux et plusieurs problèmes opposèrent les communautés Duala et Bassa. Les Bassa décidèrent de rentrer vers l’arrière pays en préciser les limites de leur territoire de l'actuel quartier de Mbopi jusqu’à la frontière du Nkam. Le canton Nsa'a ou Bassa du Wouri est donc situé dans les arrondissements de Douala 3e et 5e. Ce canton est composé de 22 chefferies du 3e degré et d'une population d’environ 500.000 habitants.

## Organisation territoriale
Le canton Bassa du Wouri est une entité socio-économique qui s’étend du cours d’eau Mbopi au Pk46 sur la Route Nationale No 3 qui lie Douala et Edéa. La communauté Nsa'a occupe 2/3 du département du Wouri. Le canton Bassa du Wouri est limité au Nord par le cours d'eau Ntindi, la clairière de Ndokoma et le fleuve Dibamba, au Sud par le canton Bakoko, à l'Est par la rivière Mbopi et à l'Ouest par le Canton Deido.
Le canton qui regroupe 23 villages dont 22 Chefferies traditionnelles de 3e degré comporte une zone urbaine (quartier Mbopi à PK27) et une zone rurale (PK27 à PK46) à la frontière du Nkam.

## Clans
Au sein de la grande famille des Nsa'a, on trouve 26 clans :
- Ndog -Bong
- Beedi
- Makepe
- Logpom
- Ndog - Hém 1
- Ndog - Hém 2
- Kotto
- Logbaba
- Logbessou
- Ndogmbe 1 & 2
- Ndogbati
- Ngoma
- Ngombe
- Ndogbakeng
- Ndogsimbi
- Ndokoti
- Nyalla
- Ndogpassi 1& 2 ( Tounou)